# 畑中 (大分市)
畑中（はたけなか）は、大分県大分市の地名。現行行政地名は畑中一丁目から畑中五丁目。住居表示実施済区域。

## 地理
大分市の中心部に位置し、西に明磧町、北西に田中町、北に豊饒、東に花園と接している。

## 歴史

### 沿革
- 2020年（令和2年）1月11日 - 住居表示を実施に伴い、大字羽屋、大字畑中、大字奥田の各一部（通称は畑中）から、畑中一丁目から畑中五丁目を新設[5]。

### 町名の変遷
| 実施後     | 実施年月日               | 実施前（各町名ともその一部、公称のみ） |
| ---------- | ------------------------ | -------------------------------------- |
| 畑中一丁目 | 2020年（令和2年）1月11日 | 大字羽屋、大字畑中（各一部）           |
| 畑中二丁目 | 2020年（令和2年）1月11日 | 大字畑中（一部）                       |
| 畑中三丁目 | 2020年（令和2年）1月11日 | 大字畑中（一部）                       |
| 畑中四丁目 | 2020年（令和2年）1月11日 | 大字畑中、大字奥田（各一部）           |
| 畑中五丁目 | 2020年（令和2年）1月11日 | 大字畑中（一部）                       |

## 世帯数と人口
2022年（令和4年）3月31日現在（大分市発表）の世帯数と人口は以下の通りである。
| 丁目・通称       | 世帯数    | 人口    |
| ---------------- | --------- | ------- |
| 畑中一丁目       | 514世帯   | 859人   |
| 畑中二丁目       | 452世帯   | 830人   |
| 畑中三丁目       | 472世帯   | 997人   |
| 畑中四丁目       | 404世帯   | 855人   |
| 畑中五丁目・畑中 | 570世帯   | 962人   |
| 計               | 2,412世帯 | 4,503人 |

### 人口の変遷
国勢調査による人口の推移。
| 2020年（令和2年） | 5,125人 | [ 6 ] |  |

### 世帯数の変遷
国勢調査による世帯数の推移。
| 2020年（令和2年） | 2,208世帯 | [ 6 ] |  |

## 学区
市立小・中学校に通う場合、学区は以下の通りとなる（2022年4月時点）。
| 丁目       | 番・番地等 | 小学校               | 中学校               |
| ---------- | ---------- | -------------------- | -------------------- |
| 畑中一丁目 | 全域       | 大分市立南大分小学校 | 大分市立南大分中学校 |
| 畑中二丁目 | 全域       | 大分市立南大分小学校 | 大分市立南大分中学校 |
| 畑中三丁目 | 全域       | 大分市立南大分小学校 | 大分市立南大分中学校 |
| 畑中四丁目 | 全域       | 大分市立南大分小学校 | 大分市立南大分中学校 |
| 畑中五丁目 | 全域       | 大分市立南大分小学校 | 大分市立南大分中学校 |

## 交通
- 国道210号

## 施設
- 大分刑務所
- 大分畑中郵便局[8]

## その他

### 日本郵便
- 郵便番号 : 870-0856[2]（集配局 : 大分中央郵便局[9]）。